# Markus Schairer
Markus Schairer (* 4. Juli 1987 in Bludenz) ist ein ehemaliger österreichischer Snowboarder. Er ist Gesamtweltcupsieger der Saison 2008/09, Weltmeister im Snowboardcross 2009 sowie dreifacher Olympionike (2010, 2014, 2018).

## Werdegang
Markus Schairer besuchte das Skigymnasium Stams.
Seit 2004 fährt er für den ÖSV und er startete im selben Jahr in Sölden bei seinem ersten Weltcup-Rennen. Er ist Exekutivbediensteter der Polizei. Nach dem Abschluss des Präsenzdienstes im Juni 2007 trainierte und startete er für das österreichische Snowboard-Team. Bei der Snowboard-Weltmeisterschaft 2007 erreichte Schairer im Snowboardcross (SBX) den siebten Rang.
Im Februar 2008 zog er sich beim Weltcup in Leysin in der Schweiz einen Kreuzbandriss im linken Knie zu.

### Weltmeister Snowboardcross 2009
Bei den Snowboard-Weltmeisterschaften 2009 im südkoreanischen Sungwoo konnte Markus Schairer am ersten Tag beim Snowboardcross den ersten Rang für Österreich erreichen.

### Olympische Winterspiele 2010

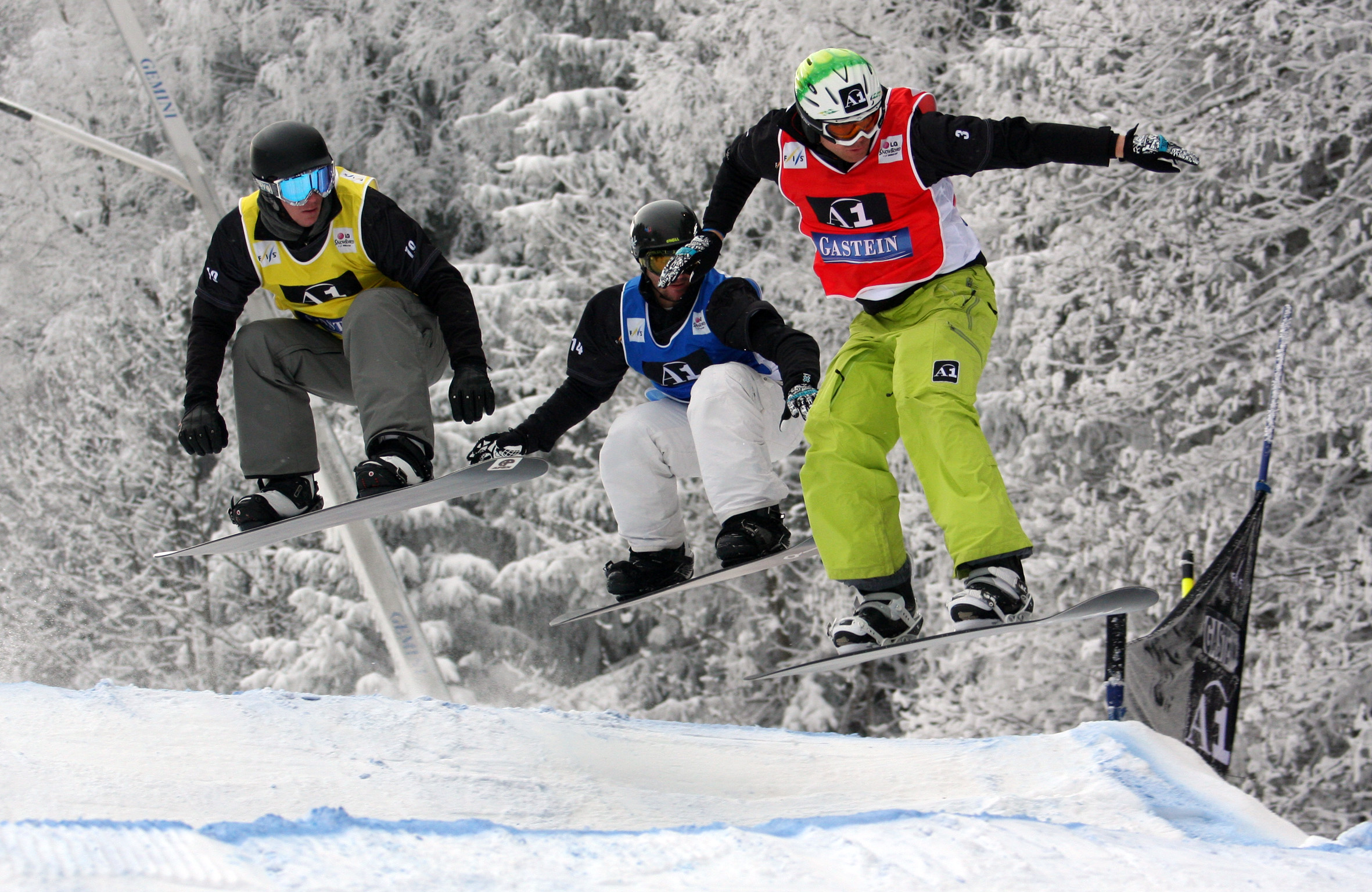
Markus Schairer, Ludovic Guillot-Diat und Rok Rogelj (Bad Gastein, 2010)

Ende Jänner 2010 zog er sich durch einen Sturz bei den Winter-X-Games in Aspen mehrere Rippenbrüche zu; damit war sein Start bei den Olympischen Spielen stark in Frage gestellt. Er konnte in Vancouver an den Start gehen und schaffte trotz eines Sturzes in einem Qualifikationsrennen noch den Einzug in die Finalrennen. Dort traf er auf zwei Teamkollegen, schied im Achtelfinale aus und belegte den 23. Rang.
Im März 2012 holte er sich in Saalbach-Hinterglemm seinen dritten Staatsmeistertitel im Snowboardcross.
Im August 2012 belegte er beim Trans Vorarlberg Triathlon zusammen mit Nicola Thost und Tobias Jenny in der Mannschaftswertung den vierten Rang.

### Vize-Weltmeister Snowboardcross 2013
Bei den Weltmeisterschaften im Jänner 2013 im kanadischen Skiresort Stoneham in der Provinz Québec wurde er Zweiter. Im Dezember 2013 verletzte er sich beim Training in Kanada an der Schulter.

### Olympische Winterspiele 2014
Zusammen mit den anderen drei Vorarlbergern Susanne Moll, Lukas Mathies und Alessandro Hämmerle startete er im Februar 2014 bei den Olympischen Winterspielen in Sotschi, wo er nach einem Sturz im Viertelfinale ausschied.
Im April 2014 wurde er nach 2009 zum zweiten Mal zum Vorarlberger „Sportler des Jahres“ gewählt.
Bei den Weltmeisterschaften im Jänner 2015 im Snowboardcross schied er am Kreischberg nach einem Sturz im Zielbereich im Rahmen der Qualifikationsläufe verletzungsbedingt aus.
Im März 2017 konnte Schairer im letzten Rennen der Saison mit Alessandro Hämmerle im Weltcup den Snowboardcross-Teambewerb in Veysonnaz gewinnen. Im Dezember 2017 belegte er im Snowboard-Cross bei seinem „Heimrennen“ in Schruns den dritten Rang.

### Olympische Winterspiele 2018
Schairer nahm als Mitglied des österreichischen Teams an den Olympischen Winterspielen 2018 in Pyeongchang, Südkorea teil. Beim Snowboardcross-Bewerb brach er sich bei einem schweren Sturz den fünften Halswirbel. Folgeschäden konnten ausgeschlossen werden, doch die Verletzung machte sich im Trainingsaufbau für die folgende Saison bemerkbar, woraufhin der damals 31-Jährige am 28. September 2018 seinen Rücktritt vom aktiven Rennsport bekannt gab.

### Privates
Markus Schairer lebte bis 2013 in St. Gallenkirch und seitdem in Schruns im Montafon. Seit Juli 2017 ist er Vater einer Tochter. Beruflich ist er als Beamter der österreichischen Bundespolizei bei einer Polizeiinspektion im Montafon tätig und dabei insbesondere in den Wintermonaten als Alpinpolizist im Einsatz.

## Sportliche Erfolge
| Datum         | Platzierung | Bewerb                                    | Disziplin      | Austragungsort | Kommentare |
| ------------- | ----------- | ----------------------------------------- | -------------- | -------------- | --- |
| 15. Feb. 2018 | 17          | Olympische Winterspiele 2018              | Snowboardcross | Pyeongchang    | Sturz im Viertelfinale mit Wirbelbruch                                                                                               |
| 18. Feb. 2014 | 33          | Olympische Winterspiele 2014              | Snowboardcross | Sotschi        | Schairer schied nach einem Sturz im Viertelfinale aus.                                                                               |
| 7. Dez. 2013  | 1           | Snowboard-Weltcup 2013/14                 | Snowboardcross | Schruns        | |
| 26. Jan. 2013 | 2           | Snowboard-Weltmeisterschaft 2013          | Snowboardcross |                | |
| 17. Jan. 2011 |             | Snowboard-Weltmeisterschaft 2011          | Snowboardcross | La Molina      | Markus Schairer gewann die Qualifikation, schied dann aber im Viertelfinale aus.                                                     |
| 15. Feb. 2010 | 23          | Olympische Winterspiele 2010              | Snowboardcross | Vancouver      | |
| 18. Jan. 2009 | 1           | Snowboard-Weltmeisterschaft 2009          | Snowboardcross | Gangwon        | |
| 13. Jan. 2009 | 1           | Snowboard-Weltcup 2008/09 (Gesamtwertung) | Snowboardcross |                | Im spanischen La Molina konnte sich Schairer schon vor dem Saisonfinale in Valmalenco den Sieg im Boardercross-Weltcup 2009 sichern. |
| 14. Jan. 2007 | 7           | Snowboard-Weltmeisterschaft 2007          | Snowboardcross |                | |

Olympische Spiele

## Auszeichnungen
- 2009: Goldenes Ehrenzeichen für Verdienste um die Republik Österreich